# Puc
Puc je naselje v Občini Kostel.